# Caseya dendrogona
Caseya dendrogona är en mångfotingart som beskrevs av Gardner och Shelley 1989. Caseya dendrogona ingår i släktet Caseya och familjen Caseyidae. Inga underarter finns listade i Catalogue of Life.